# Martha Beckwith
Martha Warren Beckwith, född 19 januari 1871 i Wellesley Heights i Massachusetts, död 28 januari 1959, var en amerikansk etnograf som haft stor betydelse för kunskapen om hawaiiansk mytologi och traditionell kultur. Hon forskade även om Lakota och Jamaica och andra kulturer i Nordamerika.